# Axel Herbst
Otto-Axel Herbst (* 9. Oktober 1918 in Mülheim an der Ruhr; † 3. April 2016) war ein deutscher Diplomat, der unter anderem von 1973 bis 1976 Ständiger Vertreter beim Büro der Vereinten Nationen in Genf und von 1976 bis 1983 Botschafter in Frankreich war.

## Leben
Nach dem Abitur trat Herbst zu Beginn des Zweiten Weltkrieges seinen Militärdienst an und geriet im Laufe des Krieges in Kriegsgefangenschaft. Nach seiner Rückkehr aus der Kriegsgefangenschaft begann er ein Studium der Rechtswissenschaften und Volkswirtschaft an der Friedrich-Wilhelms-Universität Berlin, Universität zu Köln sowie der Westfälischen Wilhelms-Universität und besuchte daneben auch Kurse der Haager Akademie für Völkerrecht sowie der Law School der Law Society in London. Nachdem er 1948 sein Erstes Staatsexamen abgelegt hatte, erfolgte 1949 seine Promotion und dann 1951 das Ablegen des Zweiten Staatsexamens. 1950 begann er seine berufliche Laufbahn zunächst als juristischer Mitarbeiter der Stahltreuhändervereinigung in Düsseldorf.
Im Anschluss trat er bereits 1951 in den auswärtigen Dienst ein und gehörte damit zu den ersten Diplomaten im neugegründeten Auswärtigen Amt der Bundesrepublik Deutschland. In den folgenden Jahren war er an den Botschaften in Italien, Indien und dann von 1953 bis 1957 in den Vereinigten Staaten tätig und wurde 1953 zum Legationsrat befördert. Nach seiner Rückkehr aus den USA war er zwischen 1957 und 1960 Referent für die USA in der Abteilung für Nordamerika des Auswärtigen Amtes.
Nach seiner Beförderung zum Vortragenden Legationsrat Erster Klasse 1960 wurde er Mitarbeiter bei der Europäischen Kommission als stellvertretender Generaldirektor sowie 1961 als stellvertretender Generalsekretär der Generaldirektion der Europäischen Kommission für Außenbeziehungen. 1964 wurde er als Nachfolger von Günter Seeliger schließlich selbst Leiter der Generaldirektion der Europäischen Kommission für Außenbeziehungen und behielt diese Position bis November 1968. In dieser Funktion befasste er sich maßgeblich mit Fragen der Erweiterung der Europäischen Wirtschaftsgemeinschaft (EWG) und leitete darüber hinaus auch Verhandlungen zur Assoziation wie dem Assoziierungsabkommen EWG – Türkei vom 12. September 1963 und zum Abschluss von Handelsabkommen der EWG mit Drittstaaten.
1969 kehrte er ins Auswärtige Amt nach Bonn zurück und wurde dort Leiter der Abteilung für Wirtschaft. 1973 wurde er als Nachfolger von Swidbert Schnippenkötter zum Botschafter und Leiter der Ständigen Vertretung beim Büro der Vereinten Nationen in Genf berufen und war dort bis zu seiner Ablösung durch Carl-Werner Sanne 1976 tätig.
Bereits 1976 erfolgte seine Ernennung zum Botschafter in Frankreich, wo er Nachfolger von Sigismund von Braun wurde, der in den Ruhestand ging. Während seiner Amtszeit führte er auch Gespräche mit französischen Gewerkschaftsfunktionären wie André Bergeron, dem Generalsekretär der Confédération générale du travail-Force ouvrière (CGT-FO). Das Amt des Botschafters in Paris bekleidete Herbst ebenfalls bis zu seinem eigenen Eintritt in den Ruhestand und seiner Ablösung durch Franz Jochen Schoeller im November 1983.

## Ehrungen und Auszeichnungen
- 1970: Großes Silbernes Ehrenzeichen mit dem Stern für Verdienste um die Republik Österreich[6]
- 1971: Großoffizier des Orden von Oranien-Nassau der Niederlande[7]
- 1973: Verdienstkreuz 1. Klasse des Verdienstordens der Bundesrepublik Deutschland
- 1979: Großes Verdienstkreuz der Bundesrepublik Deutschland
- 1983: Großes Verdienstkreuz mit Stern des Verdienstordens der Bundesrepublik Deutschland